# Rainer Muhrbeck
Rainer Muhrbeck (* 28. Mai 1944 in Eisenach) ist ein deutscher Bildhauer.

## Leben und Werk
Muhrbeck absolvierte von 1963 bis 1965 eine Lehre als Feinmechaniker. 1965 begann er ein Studium an der Technischen Hochschule Ilmenau, das er 1966 abbrach, um den Grundwehrdienst bei der NVA zu leisten. Von 1968 bis 1973 studierte er bei Karl-Heinz Schamal an der Kunsthochschule Berlin-Weißensee. Dort hatte er dann 1974 und 1977 eine Assistentenstelle. 1975 beteiligte er sich am 2. Symposium der Berliner Bildhauer in Reinhardtsdorf. Von 1977 bis 1981 war Muhrbeck Lehrbeauftragter. Danach arbeitete er als freischaffender Bildhauer u. a. in Mühlenbeck.
Mit weiteren Bildhauern schuf Muhrbeck für die 2001/2002 errichtete Musterfassade der Berliner Bauakademie Nachbildungen von Formsteinen und Terrakotten.

## Ehrungen
- 1980: Preis der Ausstellung Junge Künstler der DDR in Frankfurt/Oder
- 1986: Johannes-R.-Becher-Medaille in Bronze

## Werke (Auswahl)
- Sphinx (1976)
- Turnerin (1977, Torso, Holz)

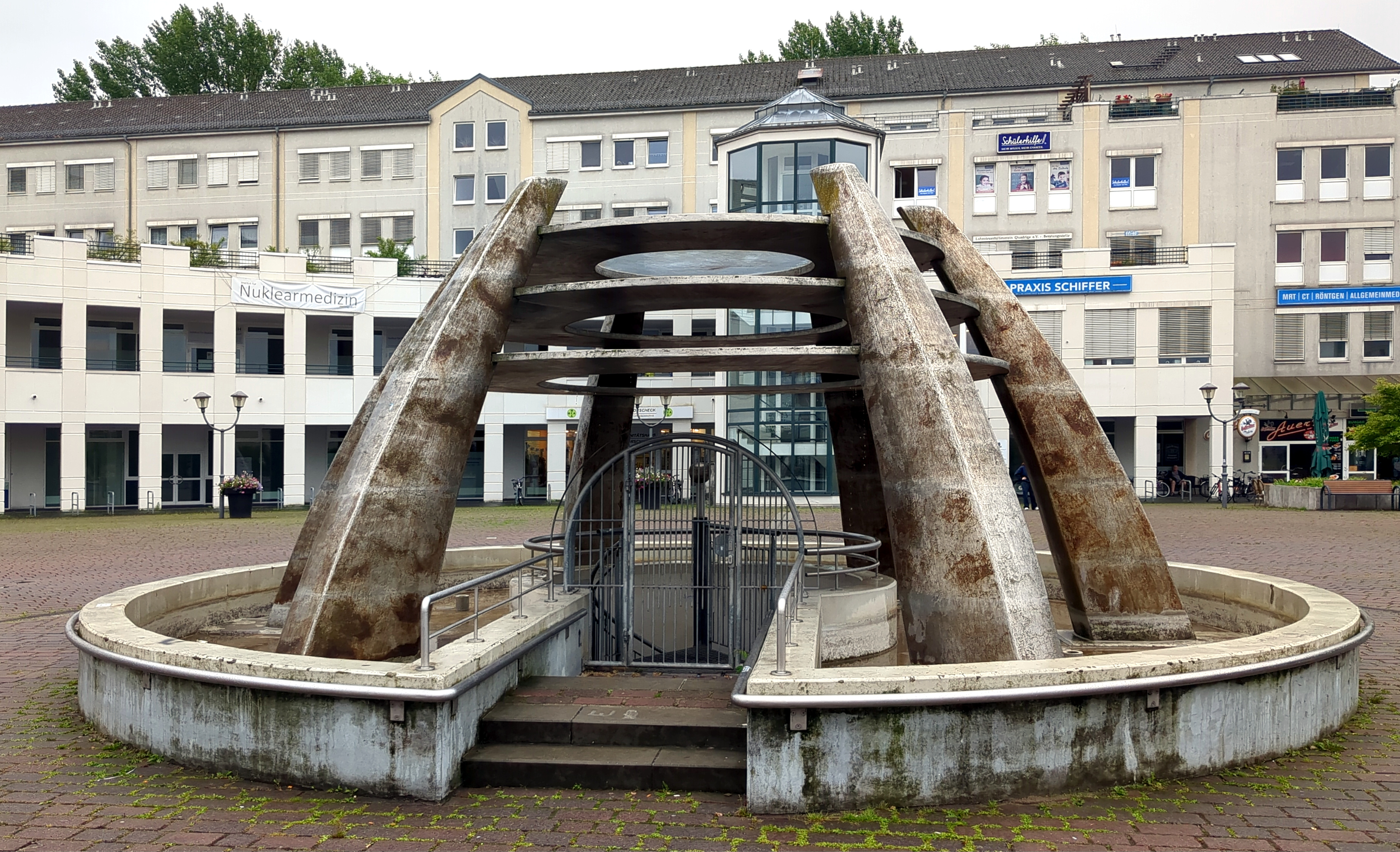
Rundbrunnen am Havelplatz in Hennigsdorf

- Christian (1977, Porträtbüste, Zement)
- Schreitender (1978/79, Ulmenholz, Torso, überlebensgroß; auf der IX. Kunstausstellung der DDR)[2]
- Große Liegende (1980/81, Sandstein; auf der IX. Kunstausstellung der DDR; Potsdam, seit 1992 an der Neustädter Havelbucht; 2010 durch Vandalismus beschädigt)[3][4]
- Stehender und liegender Torso (1982, zwei abstrakte Plastiken, Terrakotta; Potsdam, Breite Straße 24)[5]
- Große Mutter-Kind-Gruppe (1983, Holz)[6]
- Mutter mit Kind (Kleinmachnow, Freibad Kiebitzberge)[7]
- Mutter. Den libanesischen Müttern gewidmet. (1983, Kleinplastik; 1983/1984 in der Ausstellung „Junge Bildhauer der DDR“)
- Mutter und Kind, sitzend (1983, Kleinplastik; 1983/1984 in der Ausstellung „Junge Bildhauer der DDR“)
- Rundbrunnen (Stahlplatten; Hennigsdorf, Havelplatz)[8]

## Ausstellungen (unvollständig)

### Einzelausstellungen
- 1979: Neubrandenburg, Galerie am Friedländer Tor (Plastik und Zeichnungen)

### Teilnahme an Gruppenausstellungen
- 1974: Neubrandenburg, Bezirkskunstausstellung
- 1978 und 1980: Frankfurt/Oder, Sport- und Ausstellungszentrum („Junge Künstler der DDR “)
- 1979 und 1984: Potsdam, Bezirkskunstausstellungen
- 1982/1983: Dresden, IX. Kunstausstellung der DDR
- 1983/1984: Magdeburg, Museum Kloster Unser Lieben Frauen („Junge Bildhauer der DDR“)
- 1985: Potsdam, Kunstausstellung Potsdam
- 1989: Berlin, Bezirkskunstausstellung
- 2020: Birkenwerder, Galerie Waldhof („Künstler aus Oberhavel – Gestern und heute“)
- 2021: Berlin, Schloss Biesdorf („Zeitumstellung – Werke aus dem Kunstarchiv Beeskow im Dialog mit zeitgenössischen Positionen“)